# Freidorf

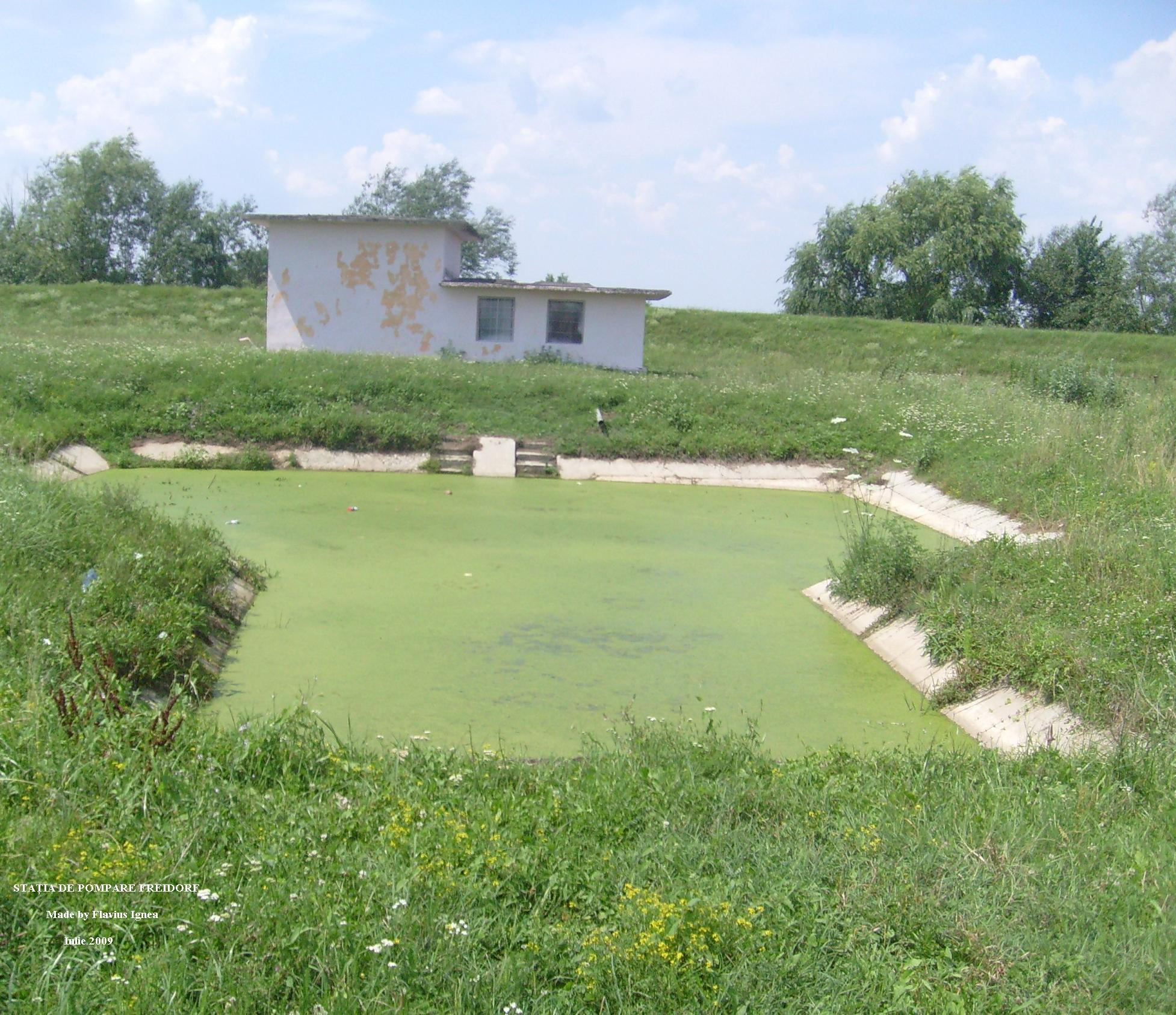
Stația de Pompare Freidorf

Freidorf (în maghiară Szabadfalu, în germană Neudorf alternativ Freydorff sau Freidorf. În traducere: „satul liber”) a fost între anii 1732 și 1950 un sat iar din a doua jumătate a secolului XX a devenit al VII-lea cartier al Municipiului Timișoara. Numele localității vine de la satul din care provin primii coloniști care au fondat Freidorf-ul și care au sosit din regiunea Alsacia dintr-o așezare numită tot Freidorf.

## Istoric

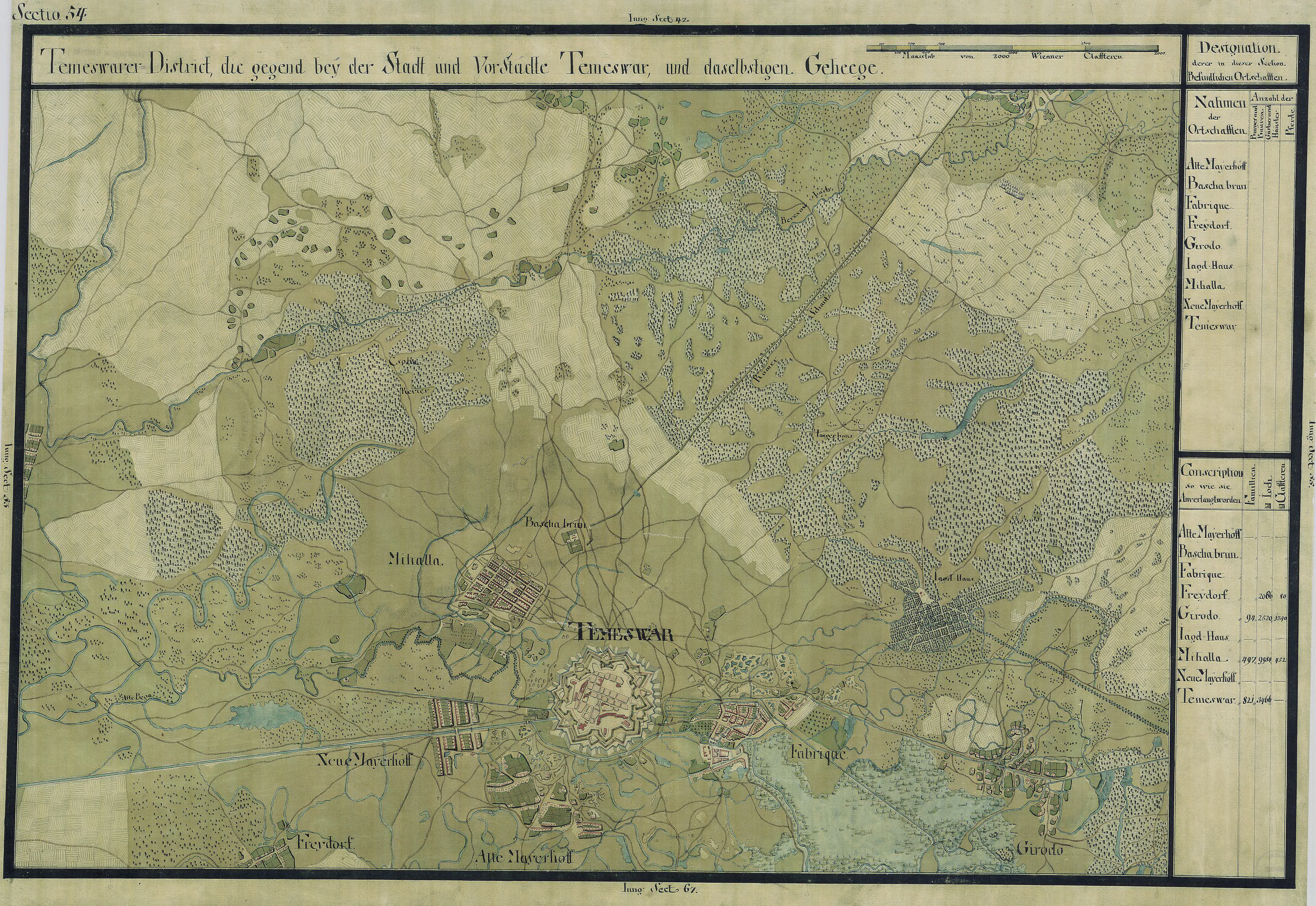
Freidorf în Harta Iosefină a Banatului, 1769-72

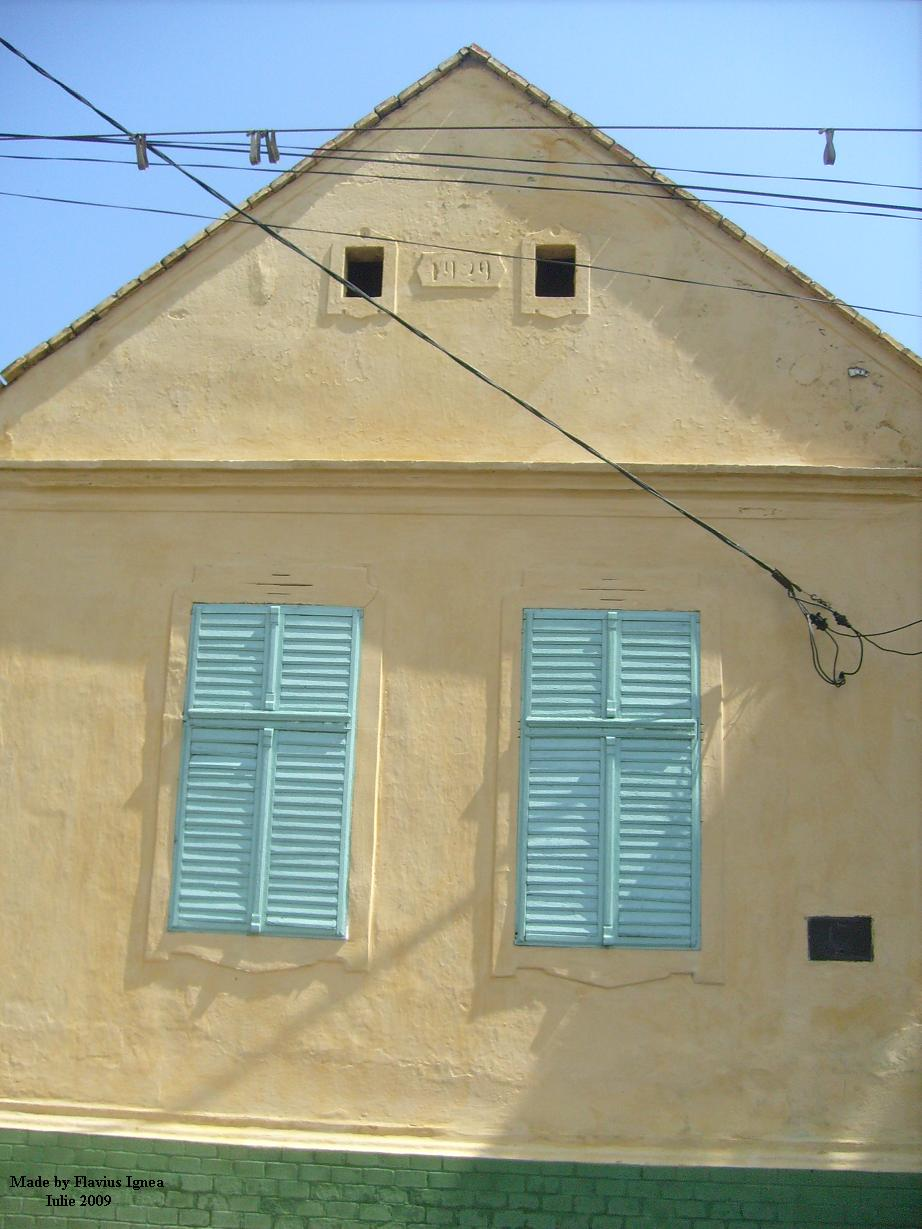
Casă din Freidorf construită în anul 1929

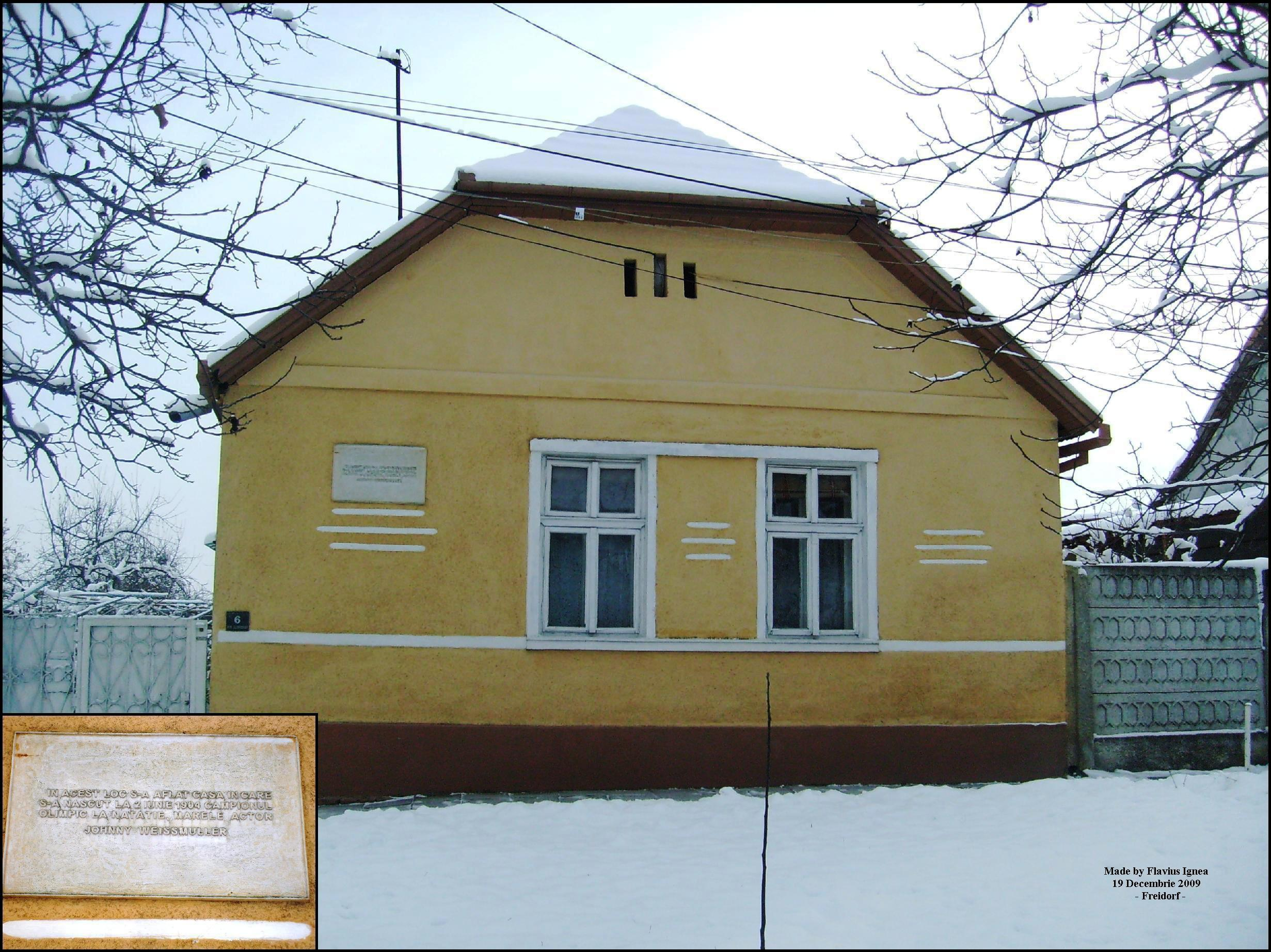
În acest loc se afla casa în care s-a născut la 2 iulie 1904 campionul olimpic la natație și actorul Johnny Weissmuller

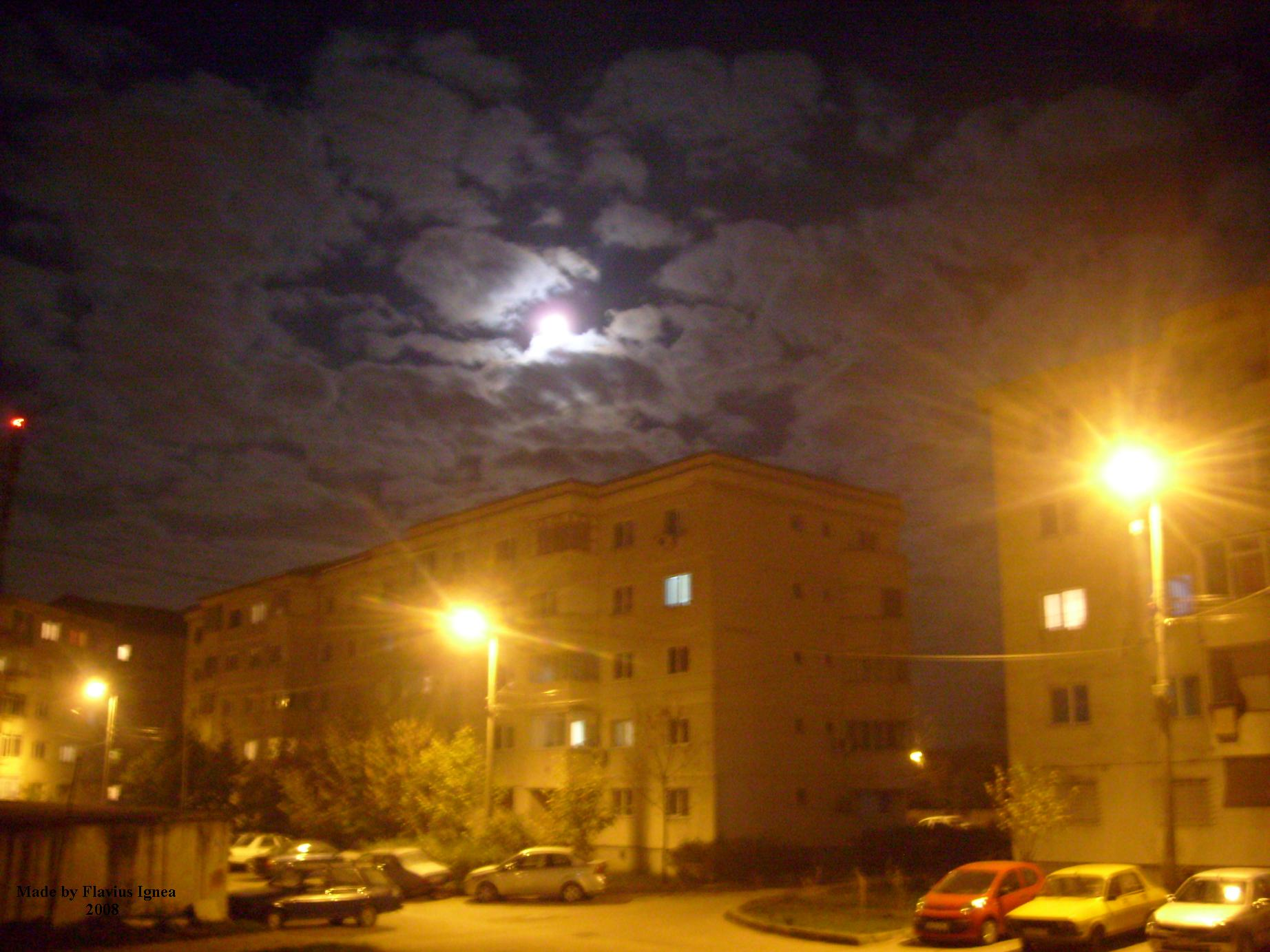
Blocuri din Zona Ioan Slavici

Primii locuitori ai Freidorfului au venit din provincia Alsacia, dintr-un sat, care a purtat și el numele de Freidorf. Pe harta contelui Mercy din 1723-1725 localitatea nu apare, însă se poate deduce anul 1723 drept anul fondării, deoarece în acel an localitatea a primit parohie și tot atunci au început registrele parohiale. A aparținut contelui Francisc Anton Wallis, primul comandant al cetății Timișoara, el fiind și cel care a colonizat satul. În vara anului 1725, Matthias Münich (sau Münch), locuitor din Freidorf, a înaintat o plângere împotriva administratorului din Biserica Albă pentru neacordarea părții sale de moștenire. Conform raportului administratorului, Münich și-a luat singur moștenirea în cauză și a insultat președintele administrației. În ianuarie 1727, același locuitor a depus o cerere la administrație în legătură cu moștenirea menționată. Documentar apare menționat în 1728 cu numele de Neudorf.
La începutul lunii februarie 1730, administrația imperială a plasat Neudorf sub jurisdicția administratorului districtual din Timișoara, iar impozitul trebuia plătit trimestrial. Până atunci, locuitorii din Freidorf erau scutiți de contribuții și erau excluși de sub jurisdicția administratorului districtual, numele satul putând proveni de aici. În primăvara anului 1730, administratorul districtual din Timișoara a raportat că în „așa-numitul sat liber” deținut de contele Wallis („in dem sogen. Freydorfe”) a izbucnit un incendiu, în urma căruia au ars 15 case. La mijlocul lunii mai 1730, Trezoreria Imperială a informat guvernul provincial că Neudorf, „care se află lângă Timișoara și aparține contelui Wallis, în prezent staționat în Transilvania”, a fost preluat de Trezorerie, contele va primi iar în schimb în Transilvania un sat fiscal de venit similar.
Începând cu 1732 se populează și cu italieni meșteri mătăsari.
În 1735, administrația le-a permis locuitorilor din „freydorf” să ceară ajutor pentru procurarea materialelor necesare pentru construcția bisericii lor, aceștia neavând mijloacele necesare pentru achiziționarea acestora. În vara anului 1737, administrația a informat comunitatea din Freidorf că locuitorii nu vor primi o pajiște solicitată de către aceștia până când nu își vor cultiva complet terenurile („bis sie nicht ihre Felder ganz urbar gemahet”). În 1741, populația din Freidorf era formată din 37 de familii.
În 1796 apar primele însemnări despre Canalul Bega în Freidorf. Starea canalului este descrisă de caporalul pontonier, Franz Ulrichsberger, într-un raport din 20 octombrie 1796, scris la Timișoara în urma unei inspecții întreprinse la ordinul Comandamentului General Militar Bănățean:
Din Timisoara până la Freidorf se poate naviga pe canal cu întreaga încărcătură. Din Freidorf până la Sânmihai nu pot trece vasele complet încărcate, doar dacă aceleași vor fi parțial descărcate, cauza nivelului ceva mai scăzut al apei fiind că în mai multe locuri canalul are până la 86 de stânjeni.
În 1836, populația este decimată de o epidemie de holeră, iar din 1850 aici încep să se așeze și familii de maghiari și de români. Ei se specializează în legumicultură, cresc animale și produc cărămizi, toată producția fiind destinată orașului care se extinde. 
Freidorful a jucat un rol important și în timpul Revoluției Maghiare din 1848 - 1849. Timișoara era asediată de trupele maghiare, dar conducerea militară a orașului a rămas fidela împăratului austriac. Conducătorul armatei maghiare, generalul Bem, și-a amplasat tabăra în Freidorf, unde s-a instalat în casa parohială, în timp ce aghiotanții lui s-au cazat în casele din sat. Printre aceștia s-a numărat și Sándor Petőfi, pe care generalul Bem l-a avansat avansat la gradul de maior chiar în tabăra militară dintre Timișoara și Freidorf. În 1889 se dezvelește un monument dedicat lui Petőfi, și în fiecare an, pe 15 martie, sute de unguri se strâng în parcul care există azi și care poartă numele poetului, pentru a depune coroane de flori la monument.
Între 1894 și 1918, comuna poartă oficial numele maghiar de Szabadfalu sau Szabadfalva. În 1904 se naște într-o familie de șvabi din acest cartier Johann Peter Weißmüller, care va emigra, încă înainte de a împlini vârsta de un an, în Statele Unite, unde va ajunge, sub numele de Johnny Weissmuller, să fie primul actor care l-a interpretat pe Tarzan, precum și înotător medaliat olimpic.
În 1914, istoricul maghiar Samu Borovszky descria așezarea, în lucrarea sa intitulată Magyarország vármegyéi és városai. Temes vármegye és Temesvár (în traducere: Comitatele și orașele Ungariei. Comitatul Timiș și Timișoara), astfel:
„Szabadfalu. Mică localitate situată la sud-vest de Timișoara. Are 229 de case și 1448 de locuitori, majoritatea fiind de limbă germană și religie romano-catolică. Are oficiu poștal, telegraf și stație de cale ferată locale. Numele original a fost Freidorf. Este una dintre primele așezări germane din județul Timiș. A fost populată între 1720 și 1730. În 1764, Knoll, șeful districtului Timișoara, a adus aici noi familii germane, extinzând semnificativ localitatea. În 1838, comuna avea 51 și 6/8 de loturi de iobagi. Până în 1848, proprietarul terenurilor a fost camera fiscală. În timpul războiului de independență din 1848-49, o parte din armata maghiară care asedia cetatea Timișoara a campat aici. De aceea a fost ridicat un monument în cinstea lui Petőfi în localitate. Biserica romano-catolică a fost construită în 1777. Aici există o cooperativă de economii și credite, o bancă populară, fabrica de cărămizi și depozitul de lemne al Societății Primei Fabrici de Cărămidă cu Abur din Szabadfalu, precum și fabricile de cărămizi ale firmelor Kiss și Asociații, Merbl, Becker și Gemeinhardt și Hofgärtner. Cu dâmbul numit Schwarzer Mann din împrejurimi este asociată legenda unui om negru care, în primele decenii ale așezării, ar fi locuit acolo și ar fi sugrumat mai mulți oameni. De comună aparține și ferma József Frecot.”—Samu Borovszky, Magyarország vármegyéi és városai. Temes vármegye és Temesvár
Primele tentative de anexare a localității la Timișoara apar în perioada interbelică, Freidorf fiind conectată la rețeaua electrică a orașului în 1928, iar la 1 decembrie, în același an, Timișoara hotărăște șă preia atribuțiie „măsurilor sanitare și polițienești, precum și canalizării și iluminărei” comunelor suburbane care se aflau pe o rază înconjurătoare de 5 km de aceasta, printre ele numărându-se și Freidorf.
În anul 1967, în Freidorf se construiește Comtim, cel mai mare producător industrial de carne de porc din România. În anii de după 1990, fabrica este închisă.
În anul 1998, o asociație de emigranți șvabi bănățeni, toți foști locuitori ai Freidorfului, au contribuit la construirea unui monument în cimitirul din Freidorf, în memoria germanilor căzuți pe câmpul de luptă în Primul Război Mondial. Sfințirea monumentului s-a făcut pe 3 octombrie.
La 28 ianuarie 2004 a luat ființă Consiliul Consultativ din Cartierul Freidorf, al doilea din Timișoara și din întreaga țară, primul fiind Consiliul din Ciarda Roșie, alt cartier al Timișoarei.
În vara aceluiași an, în Freidorf se inaugurează o placă memorială, amplasată pe o casă veche, pentru că imobilul unde s-a născut Johnny Weissmuller a fost demolat în anii 1980.
Tot în anul 2004 consorțiul internațional Smithfield Foods cumpără ceea ce a mai rămas din vechiul Comtim. Pe 2 Aprilie 2009, dupa douăzeci de ani, Comtimul își redeschide porțile. Este deschis primul magazin de prezentare, situat în Freidorf.

## Geografie

### Solurile
În Freidorf, fiind amplasat într-o zonă de câmpie joasă și șes, predomină cernoziomurile și solurile aluviale. Ca dovadă a faptului că satul, la fel ca întreg Municipiul Timișoara, s-a dezvoltat pe un teren mlăștinos, pânza freatică se află la un nivel foarte ridicat, aceasta găsindu-se la o adâncime de circa 3 m. Balta din Freidorf, botezată de locuitori Balta Szabo, este o rămășiță din vechile bălți care ocupau odinioară zone întinse. Se poate observa faptul că și Parcul Petofi Sandor este amplasat în locul unei foste bălți datorită diferențelor de nivel între șosea și parc. Între terasamentul căii ferate ce duce spre Cruceni și digul canalului Bega, terenul este și în prezent foarte mlăștinos. În anii 70 regimul comunist a dispus săparea mai multor canale de desecare în acea zonă. Acestea se întâlnesc în bazinul unei stații de pompare care pompează surplusul de apa în Canalul Bega. În prezent, Stația de Pompare Freidorf, care aparține de A.N.I.F Timiș, nu mai este în stare de funcționare, acest lucru putând avea consecințe foarte grave în cazul unor inundații de proporții.

## Structura confesională
- Parohia Romano-Catolică Freidorf - Timișoara

1. Hram: 16 august, Sfântul Rochus (Roca); se serbează în prima duminică după data de 16 august.
2. Număr de credincioși: 300, din care 200 maghiari, 45 germani, 40 români, 10 bulgari, 5 croați. În 1970 erau 2300 de credincioși, din care 1800 germani.
3. Liturghii: duminica, ora 9:30 , în 3 limbi (română, maghiară, germană) și zilnic la ora 7:00 în limba română.

## Instituții de învățământ
- Grădinița cu Program Prelungit Nr. 7 (Str. Constantin Nottara, nr.1)
- Grădinița cu Program Normal Nr. 15 (Str. Vaslui, nr. 25)
- Școala Generală cu Clasele I - VIII Nr. 29 Timișoara (Str. Ion Slavici, nr.51)
- Grup Școlar Industrial de Transporturi Auto (Str. Ardealul, nr.1)

## Descoperiri mai vechi
În 1984, când se făceau săpături la fundațiile unor fabrici au ieșit la iveală oseminte umane. Arheologii au făcut săpături și au stabilit că situl arheologic este situat la marginea de sud a cartierului și cuprinde o așezare daco-romană din secolele III - IV, suprapusă de o necropolă din secolul V după Chr. Începând cu anul 1986 s-a trecut la cercetări sistematice, care continuă și în prezent.

## Transport
Din punct de vedere al căilor de transport Freidorful dispune atât de căi de transport terestre (rutiere, feroviare) cât și de cele navale, grație Canalului Bega, la care se adaugă și transporturile speciale. Menționăm totodată și existența transporturilor urbane, care au o vechime de peste jumătate de secol.

### Transporturile feroviare
Transporturile feroviare au o vechime de peste un secol în Freidorf. Localitatea din apropierea Timișoarei a beneficiat de avantajele acestuit tip de transport odată cu inaugurarea liniei de cale ferată Timișoara - Modoș, la data de la 31 iulie 1897. La momentul deschiderii liniei care trece prin Freidorf, aceasta avea o importanță foarte mare deoarece făcea legătura între capitala Banatului și Zrenjanin, care este cel mai mare oraș al Banatului sârbesc.
Prima gară pe care a avut-o Freidorful (cea dată în folosință în anul 1897, în același an cu calea ferată), și care mai există și astăzi, se află în dreptul străzii Contemporanul, la 340 m sud-vest față de noua gară, ridicată în perioada anilor 1970. În prezent, linia ferată care trece prin Freidorf este Calea ferată Timișoara-Cruceni (magistrala CFR 926) care leagă municipiul Timișoara de localitatea Cruceni. 

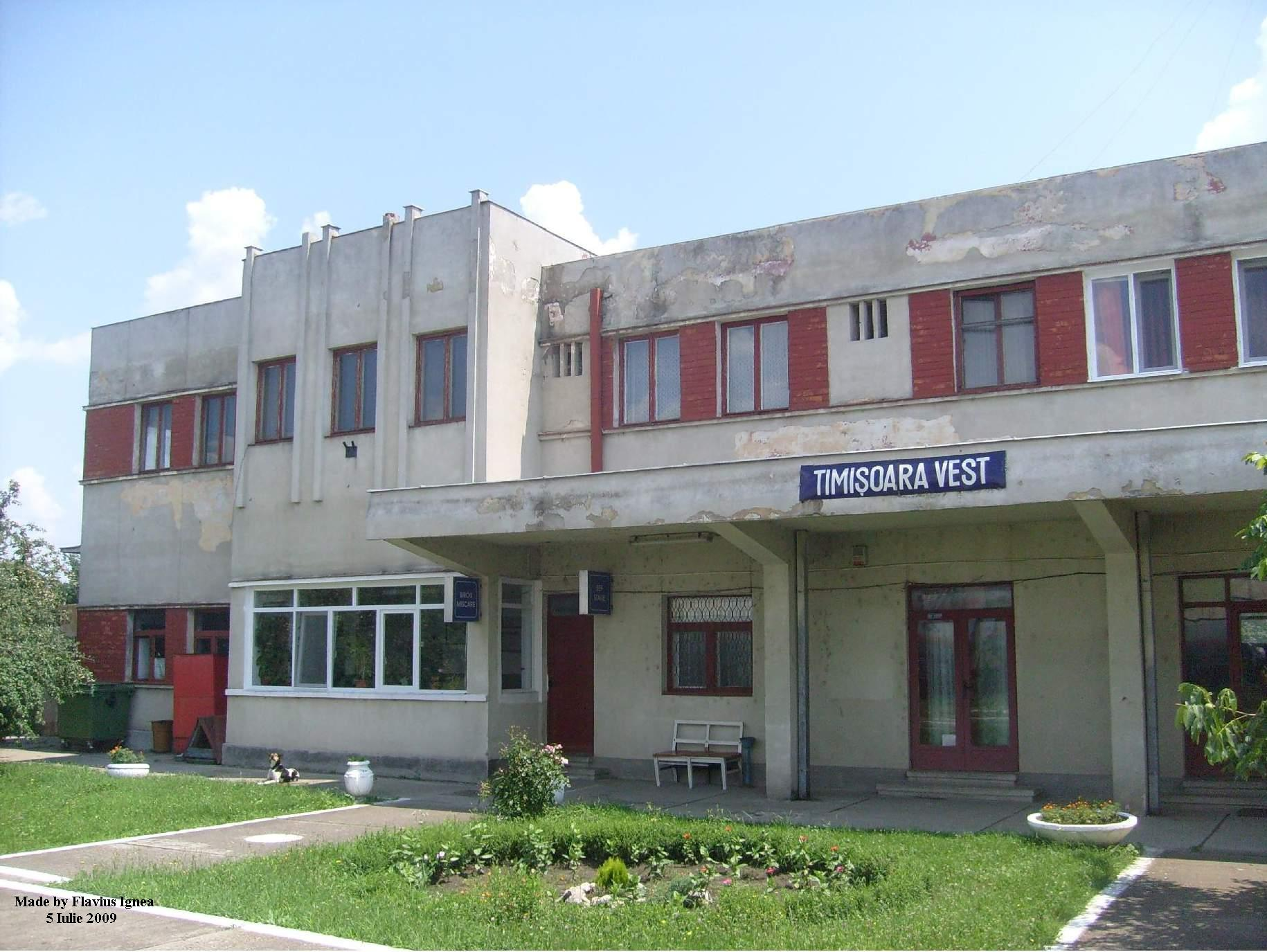
Noua clădire a gării din Freidorf (Gara Timișoara Vest)

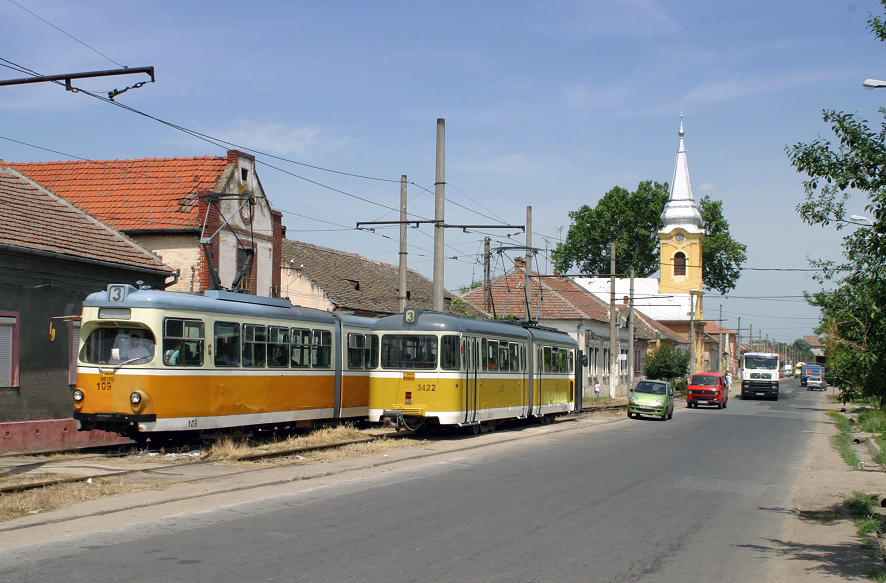
Tramvaie pe linia 3 în Freidorf

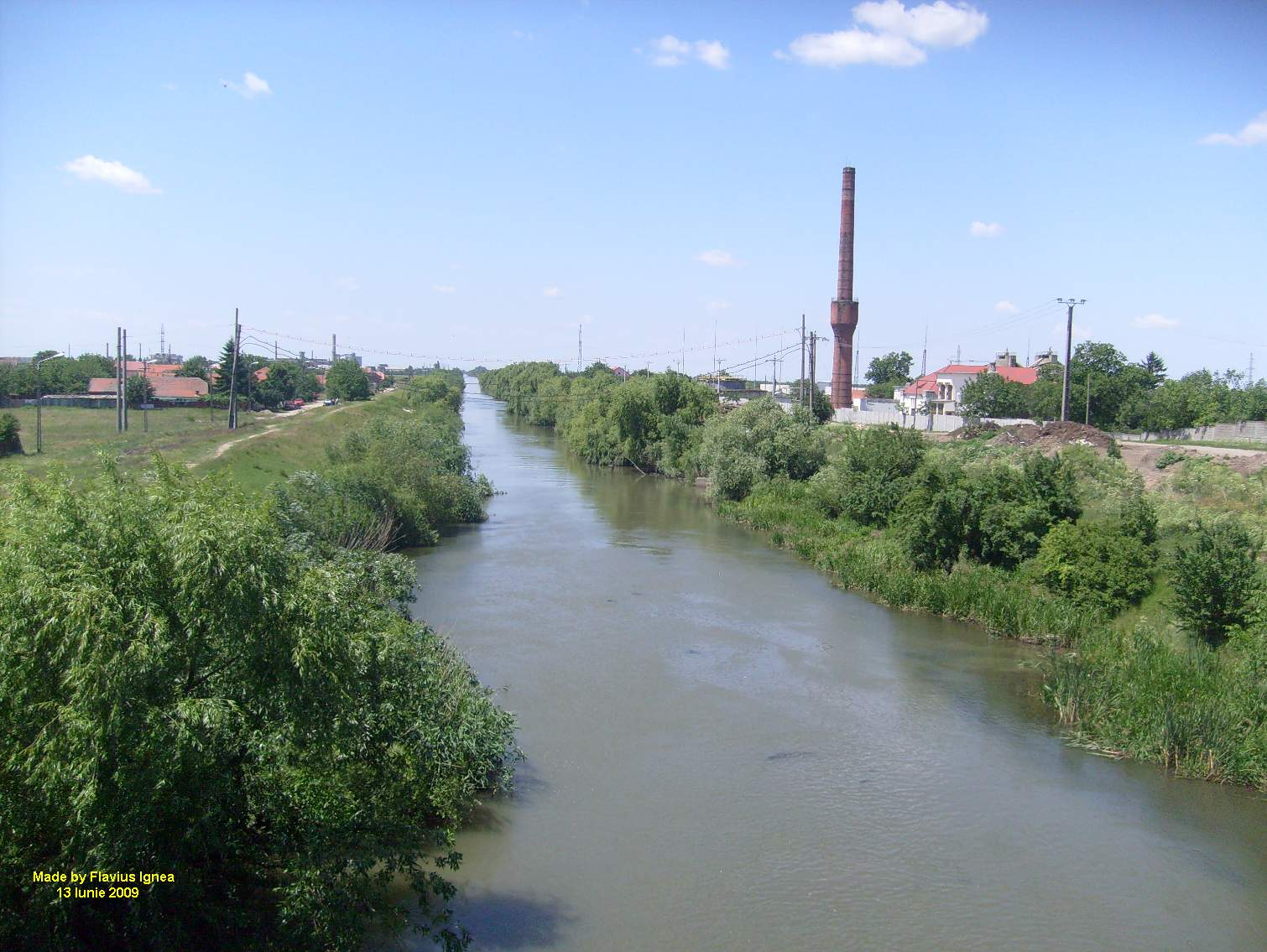
Canalul Bega în Freidorf, văzut de pe Podul Modoș

De-a lungul timpului, locul de oprire a trenurilor în Freidorf a purtat mai multe denumiri, în funcție de contextul politico-istoric. Astfel, în momentul inaugurării liniei care traversează fosta localitate, gara se numea Szabadfalu (aceasta fiind denumirea oficială a localității în acea perioadă). După Primul Război Mondial, deci în perioada interbelică, gara din Freidorf va poartă numele de Gara Sâmbăta, fapt atestat atât de "Harta Căile-Ferate Române" din anul 1921 cât și de harta Căilor Ferate din anul 1938. După cel de-al Doilea Război Mondial, denumirea va fi cea de "Freidorf", iar mai târziu se trece la actuala denumire de "Timișoara Vest".

### Transporturile navale
Transportul naval, deși în prezent foarte slab dezvoltat, se mai practică pe Canalul Bega. În trecut pe canal veneau șlepuri de mare tonaj cu sfeclă pentru Fabrica de Zahăr Banat. Țăranii erau aduși de la sate tot pe Bega cu diferite vapoare, pentru a face comerț cu fructe și legume în Timișoara. În prezent lucrările care au fost demarate la Canalul Bega, au ca scop redeschiderea navigației.

### Transporturile rutiere
Transportul auto este foarte dezvoltat, Freidorful fiind străbătut de drumul județean 526 care leagă Municipiul Timișoara de localitățile Utvin si Sânmihaiu Român, continuându-se apoi până la granița cu Serbia. 
- În trecut transportul public a fost asigurat de linia tramvaiului 3, linie desființată în noiembrie 2009. Freidorful dispune în prezent de liniile de autobuz E7 si E7 barat, care au ca puncte terminale Poșta Mare (E7,E7b), Parcul Sándor Petőfi din Freidorf (E7b) și Abatorul Comtim.

Legătura rutieră între Freidorf și Timișoara este asigurată prin intermediul a două căi de acces. Strada Ardealul cu o lungime de 1,13 km (între punctul de întâlnire al străzilor Ioan Slavici și Nicolae Andreescu și pasajul feroviar) și strada Nicolae Andreescu ce are o lungime de 1,19 km (între punctul de întâlnire al străzilor Ioan Slavici și Ardealul și pasajul feroviar). Lățimea străzii Nicolae Andreescu variază între 13 și 15 metri, fapt ce nu permite lărgirea acesteia. Strada Ardealul are o lățime cuprinsă între 25 și 30 de metri, aici fiind inclusă și calea de rulare a tramvaiului. Spațiul verde este foarte bogat pe strada Ardealul, fapt ce conferă un aer pitoresc întregii artere de circulație.

## Industrie
La ieșirea din cartierul Freidorf spre Utvin a fost construită, pe locul unei fabrici mai vechi, în perioada comunismului, Fabrica de Zahăr Banat (FZB) iar în jurul acesteia s-a dezvoltat un mic cartier muncitoresc, pe strada Polonă.
Totodată, în anul 1965 s-au pus bazele noului abator al Comtim. Acesta a funcționat până în anul 1989. În 2004 Comtimul este cumparat de consorțiul internațional Smithfield Ferme. În 2009, la 20 de ani de la colaps, încep din nou să se sacrifice porci, iar vechea întreprindere cunoaște o nouă dezvoltare.

### Stația de Epurare a Apelor Uzate din Timișoara
Stația de Epurare a Apelor Uzate din Timișoara a fost construită între anii 1909 - 1911 după proiectele inginerului Stan Vidrighin. A fost inaugurată pe data de 26 Octombrie 1912. Inițial a avut o capacitate de 570 l/s. Această capacitate a fost mărită la 1000 l/s în anul 1968. Între anii 1979 - 1981 au loc lucrări la stație. Se mărește capacitatea de epurare a apei la 2000 l/s. În prezent, stația de epurare are un debit mediu anual de 51 milioane m3, respectiv debit mediu lunar de 1600–1900 l/s. Recordurile „absolute” în materie de debit s-au realizat în august 2005 (23 600 l/s) și în luna august 2007 (22 500 l/s).

### Șantierul naval Freidorf
Puțină lume știe că în perioada interbelică, în Freidorf funcționa un mic șantier naval, pe Canalul Bega. Printre vapoarele construite aici amintim:
- Șlepul „Kato” construit în anul 1924. Construcție de lemn de brad. Dimensiuni: lungime 24m, lățime 4 m, adâncime 2,20 m, tangajul: 56,160 t.Imersiunea: Cu maximum de încărcare este de 120 cm.
- Barcazul (șlep) „Suzana”, construit în anul 1926. Construcție de lemn de brad. Dimensiuni: lungime 25 m, lățime 4,50m, adâncime 2,00 m, tangajul: 62,625 t. Imersiunea: Cu maximum de încărcare este de 100 cm. Din perioada lansării la apă (1926) până când a fost radiat (1967) a navigat pe Canalul Bega între Timișoara și Otelec transportând „mărfuri, păsări si articole alimentare” (capacitatea maximă 73 tone) nefiind niciodată închiriat, rechiziționat militar sau economic.

### Parcul Industrial Freidorf
Parcul Industrial Freidorf se află în sud-vestul Municipiului Timișoara. Suprafața totală a parcului este de 47,9 ha. Terenul se află în proprietatea privată a Primăriei Municipiului Timișoara.
Infrastructura disponibilă:
- Energie electrică: 3 MW
- Gaze naturale: În partea de N a parcului există două conducte de gaz de medie presiune.
- Apă potabilă: 527 m3/ zi
- Canalizare: 422 m3/zi
- Colectare gunoi: 97.000 t/an (capacitate disponibilă)
- Rețea de telefonie - Fibră optică

Printre companiile care și-au deschis fabrici în Freidorf se numără:
- SC Kromberg&Schubert România
- GTM Logistics Europe
- SC Contitech România
- SC Boma Company
- H.G. Vermogenverwaltung GmbH&Co.
- ELBA

## Festivități
- In prima saptamana din Septembrie a fiecarui an ,Consiliul Consultativ Freidorf, sprijinit de Consiliul Local, Primăria Timișoara și Casa de Cultură a municipiului, organizează  Zilelor Cartierului Freidorf.

## Personalități

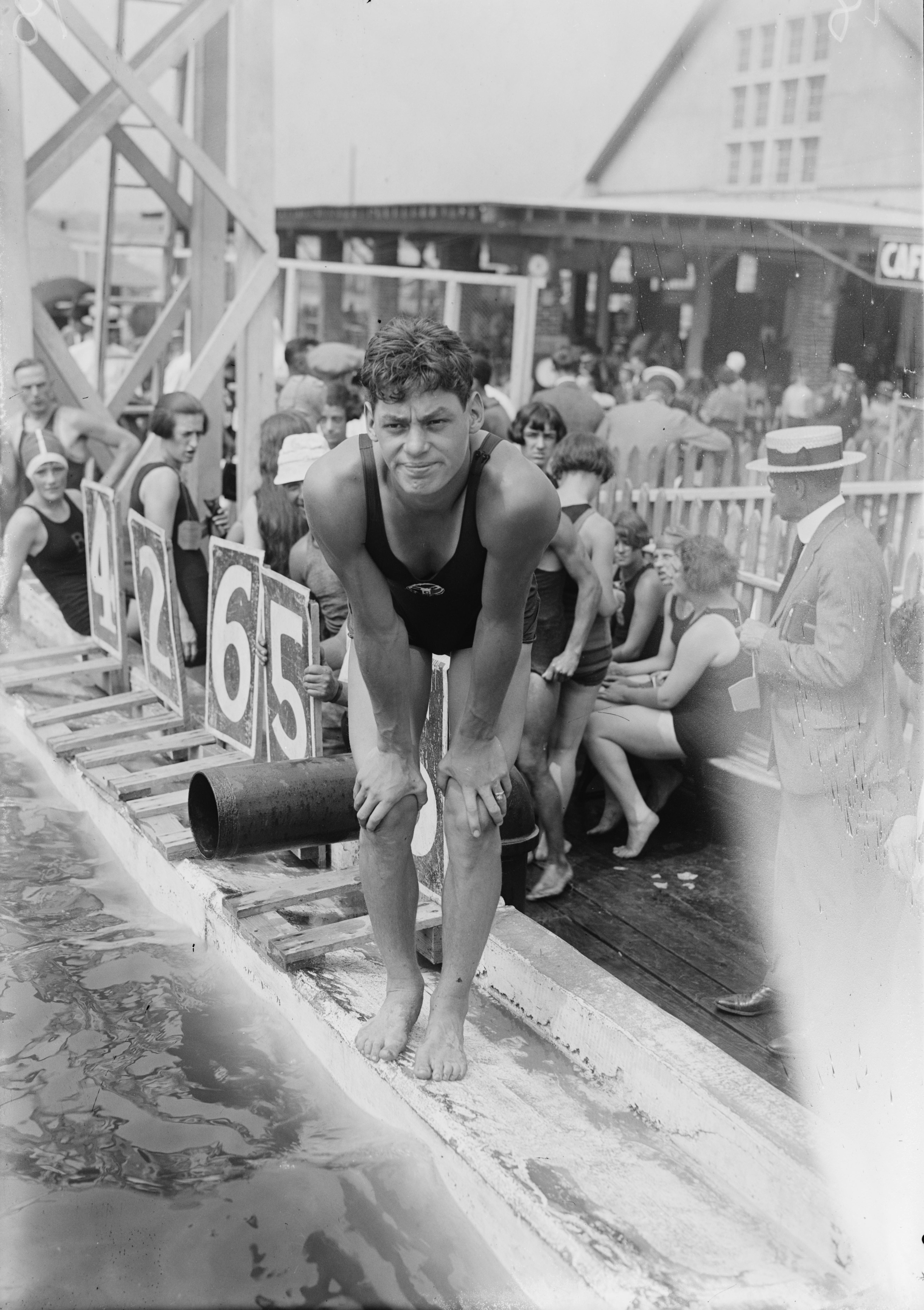
Johnny Weissmuller în anul 1925

- Johnny Weissmuller (1904 - 1984), actor și sportiv
- Nikolaus Berwanger (1935 - 1989), scriitor
- Janos Frecot (1937), editor de bibliografii muzicologice.